# پیر اندرو رینفرت
پیر اندرو رینفرت (انگلیسی: Pierre Andrew Rinfret; ۱ فوریهٔ ۱۹۲۴ – ۲۹ ژوئن ۲۰۰۶) اقتصاددان، سیاستمدار، و خلبان اهل ایالات متحده آمریکا بود.
وی همچنین برندهٔ جوایزی همچون برنامه فولبرایت و نشان ستاره برنزی شده‌است.